# Côte Chalonnaise (Landschaft)
Die Côte Chalonnaise ist eine Naturlandschaft in Frankreich, in der Region Bourgogne-Franche-Comté, im Département
Saône-et-Loire und liegt westlich der Landschaft Vallée de la Saône und nördlich und östlich des Clunisois. Im Nordwesten grenzt sie an das Bassin Minier, im Norden folgt sie der Grenze zum Département Côte-d’Or. Im äußersten Nordwesten befindet sich die Teil-Landschaft Couchois.

## Geografie

### Tektonik

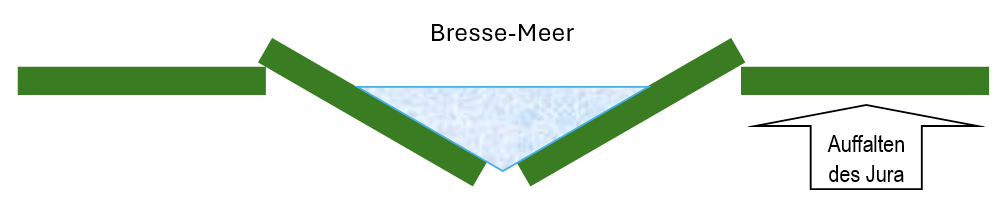
Skizze des Bressegrabens, stark vereinfacht

Bei den Gebieten der Bresse, des Vallée de la Saône und der Côte chalonnaise handelt es sich um tektonisch interessante Gebiete. Im Känozoikum, also beginnend vor etwa 66 Millionen Jahren, bildete sich ein europäisches Grabensystem, das unter anderem den Oberrheingraben und die Bresse umfasste. Durch tektonische Kräfte wurde die Erdkruste auseinandergezogen und sie brach ein. Im selben Zeitraum wurde das Juragebirge aufgefaltet, auf der Westseite des Grabens jedoch bildet der hintere Teil der eingebrochenen Platte einen Höhenzug. Die Krete dieses Höhenzuges bildet die Westgrenze der Landschaft Côte chalonnaise und weiter südlich der Côte Mâconnaise, so wie weiter nördlich der Côte de Beaune. Am klarsten sichtbar ist diese Erscheinung heute noch beim Felsen von Solutré.

### Grenzen

Cote Chalonnaise

Die Côte Chalonnaise ist schmal und langgestreckt und liegt westlich des Vallée de la Saône. Die Hänge sind hier etwas steiler, jedoch nicht schroff, der Boden ist kalkhaltig und deshalb für den Weinbau geeignet. Die Kreten sind fast durchwegs bewaldet.
Im Norden bildet das Tal der Dheune die Grenze zum Département Côte-d’Or und zur Landschaft Côte de Beaune. Richtung Westen fügt sich entlang der Départementsgrenze die Teil-Landschaft des Couchois an. Die nördlichste Gemeinde ist Change, der nordöstliche Eckpunkt bildet Chagny. Der Osten der Landschaft wird begrenzt durch den Fuß des Schwemmlandes, wo der Weinbau in der Regel aufhört und das Gelände in die Agrarflächen des Vallée de la Saône übergeht. Die Landschaft zieht sich nun der Westgrenze des Vallée de la Saône entlang nach Süden bis zum Tal der Grosne, die südlichste Gemeinde ist Bonnay-Saint-Ythaire. Die Grosne formte hier ein Quertal, das augenfällig den Übergang zur Côte Mâconnaise markiert.
Die Westgrenze der Landschaft bildet der Höhenzug, den der hintere Teil der eingebrochenen Platte hinterlassen hat. Die Kreten sind weitgehend bewaldet, die unteren Waldränder bilden gleichzeitig die Grenzen des Weinbaus und geben den Reben Schutz vor den Westwinden.
Im Norden finden wir als Anhängsel das Couchois und das Gebiet des Maranges, die eigentlich das Südende der Côte de Beaune bilden. Mit den Weinen Maranges finden wir somit die südlichsten Weine der Appellation d’Origine Contrôlée Côte de Beaune im Département Sâone-et-Loire.
Im Nordwesten des Couchois grenzt die Landschaft an das Autunois, der Südosten des Couchois und weiter südlich bis Châtel-Moron grenzt sie an das Bassin Minier, im Südwesten und Süden bildet das Clunisois die Nachbarlandschaft.
An größeren Siedlungen befinden sich im Nordwesten Couches (1211 Einw.), als nordöstlichen Eckpunkt Chagny (5402 Einw.). Nach Süden folgen eine Reihe wohlklingender Namen, die sich durchwegs mit Burgunderweinen verbinden, bis im Süden noch Saint-Gengoux-le-National (1.047 Einw.) eine letzte größere Siedlung bildet.

### Besonderheiten der Landschaft
Im Allgemeinen ist die Landschaft lieblich, die Dörfer liegen in der Hangmitte oder am Fuß des Schwemmlandes, eng zusammengerückt und die Weinberge ziehen sich teilweise bis in die Hinterhöfe. Der Weinbau hat hier Vorrang, die Siedlungen müssen zusammenrücken, Felder finden sich lediglich in den Talsenken, wo vermehrt Baumbestände auftauchen. Kleine Sträßchen ziehen sich den Hängen entlang, sie dienen vor allem der Bewirtschaftung der Weinberge. Trotz der ausgedehnten Rebbauflächen wirkt die Landschaft nicht eintönig, sondern belebt und abwechslungsreich. Auffällig ist die Tatsache, dass viele Parzellen von Trockensteinmauern umgeben sind, sie werden hier Clos (von frz. clore = einfrieden, also eingefriedeter Weinberg) oder Climat genannt, der Wein trägt dieselbe Bezeichnung (z. B. Clos de Vougeot).
Die Arbeit mit der Natur, die zu einer gewissen Religiosität führt, findet ihren Niederschlag in Bildstöcken in der Nähe der Siedlungen, oft begleitet von markanten Bäumen. Vielleicht ebenfalls in der Tatsache, dass sehr oft Friedhöfe in den Weinbergen angelegt sind. Die Einheimischen meinen dazu, dass sie sich ihr ganzes Leben mit der Natur, den Reben und dem Wein abgemüht haben, so dass sie darin auch ewig ruhen möchten.
Das Gelände ist stellenweise steil, wirkt dennoch weich und bietet zahlreiche Aussichtspunkte in das Tal der Saône, oft unterstrichen durch Bäume oder kleine Hecken, die die Weinberge begrenzen. Die Fluss- und Nebentäler bieten intime Passagen, oft reicht die Bewaldung tiefer, ist mit Koniferen durchsetzt und die Weinberge sind kleiner. Die Höhen sind oft kahl, mit Büschen oder mit kalkigen Wiesen bedeckt, manchmal treten die Kalksteinfelsen hervor.

Wald, Weinberge und Felder bilden eine klar gestaffelte Landschaft, wobei die großen und kleinen Rebparzellen ein einmaliges Mosaik an den Hängen bilden, oft durchbrochen von den kleinen Cadoles (Weinberghaus mit Trockensteinmauern), Schlössern oder Herrensitzen, den Domänen der Weinbauern.

### Gewässer

Cote Chalonnaise Gewässer

Im Norden wird die Landschaft begrenzt durch das Tal der Dheune, die von Südwesten kommend bei Chagny einen leichten Bogen schlägt und weiter ostsüdöstlich fließt, um bei Allerey-sur-Saône in die Saône zu münden. Die Dheune entspringt im Gemeindegebiet von Saint-Julien-sur-Dheune und wird auf ihrem Weg begleitet vom Canal du Centre, mit dem sie zum Wasserausgleich verbunden ist. In Dennevy erreichen die beiden Gewässer die Côte Chalonnaise und das Tal der Dheune trennt das Couchois von der Côte Chalonnaise. Ab hier nimmt die Dheune etliche Bäche auf, die aus dem Couchois kommen.
Als erstes mündet der Ruisseau du Vernoy in Dennevy, er entspringt in Saint-Sernin-du-Plain, in Cheilly-lès-Maranges entspringt ein unbenanntes Gewässer, das in Saint-Gilles in die Dheune mündet. Weiter nördlich, bei Cheilly-lès-Maranges mündet La Cozanne, die in Cormot-Vauchignon, bereits im Département Côte-d’Or entspringt.
Bei Chagny verlässt der Canal du Centre die Dheune und fließt nach Südosten, um sich in Les Prés-Saint-Jean, einem Vorort von Chalon-sur-Saône mit der kanalisierten Saône zu vereinigen.
In Saint-Martin-sous-Montaigu entspringt Le Giroux, fließt nach Norden und dreht bei Mercurey nach Südosten, um bei Mellecey in die Orbize zu münden.
Die Orbize entspringt bei Barizey fließt nach Nordosten und dreht bei Mellecey nach Südosten, um sich in Saint-Rémy mit der Corne zu vereinen und in die Saône zu münden. Bei Saint-Jean-de-Vaux nimmt die Orbize das Flüsschen le Frachet auf, das in Saint-Mard-de-Vaux entspringt.
Weiter südlich, bei Jambles entspringt der Ruisseau de Jambles, der nach Südosten fließt und bei Granges in den Rivière de Granges mündet, nur weige Meter entfernt vom Ruisseau de Saint-Désert, der in Saint-Désert entspringt.
In Bissey-sous-Cruchaud entspringt der Ruisseau de Couramble, fließt nach Osten und mündet in den Ruisseau des Curles, um schließlich als Teil der Corne in die Saône zu münden.
Im Gemeindegebiet von Montagny-lès-Buxy entspringt La Ratte, die ebenfalls in die Corne mündet. Die Corne schließlich entspringt in Saint-Vallerin, fließt nach Osten bis Jully-lès-Buxy, wo sie nach Nordosten dreht, um zwischen Saint-Rémy und Lux in die Saône zu münden.
In Culles-les-Roches liegt die Quelle von La Mouille, die nach Osten fließt, im Süden von Saint-Boil nach Nordosten dreht und in die Vieille Rivière mündet, die letztlich mit der Grosne weiterfließt um bei Marnay in die Saône zu münden.
Nahe des Bourg von Saint-Maurice-des-Champs entspringt der Ruisseau de Chirot. Er quält sich zwischen zwei Anhöhen von je etwa 380 Metern nach Südosten nach Saint-Gengoux-le-National, wo er zum Ruisseau de Nourue wird, um in Savigny-sur-Grosne in die Grosne zu münden.
In Saint-Ythaire (heute Bonnay-Saint-Ythaire) entspringen nördlich und südlich des Bois de Montenard (358 M.ü.M.) die beiden Quellflüsse des Ruisseau de la Planche Caillot, der bei Savigny-sur-Grosne in die Grosne mündet.
Noch südlicher fließt die Guye, deren Tal den natürlichen Abschluss der Côte Chalonnaise bildet. Die Guye entspringt bei Sainte-Hélène, lediglich 2,6 Kilometer westlich von Moroges und 4,25 Kilometer südwestlich von Jambles. Die Guye fließt nach Süden, sozusagen hinter der Abbruchkante bis Salornay-sur-Guye, wo sie sich wieder nach Nordnordost wendet, um bei Savigny-sur-Grosne in die Grosne zu münden. Damit umrundet sie den ganzen Südteil der Côte Chalonnaise.
Diese große Zahl von Fließgewässern, die alle von den Kreten hangabwärts nach Osten fließen, zeigen, dass die abgebrochene Westkante des Bresse-Grabenbruchs nicht intakt blieb, sondern zerstückelte und den Wasserläufen immer wieder Raum zum Sammeln und Zusammenfließen gab.

## Geschichte
Die Landschaft war bereits in vorrömischer Zeit besiedelt, es war das östliche Siedlungsgebiet der Häduer, die zwischen Saône und Loire lebten. Sie schienen sich nach der römischen Besatzung mit diesen einigermaßen verstanden zu haben, jedenfalls nahmen sie oft an der Seite der Römer an Feldzügen teil. Erst 52. v. Chr. nahmen sie an einem Aufstand gegen Cäsar teil.
Mit dem Zusammenbruch des Weströmischen Reiches wurde der Weg frei für nachstoßende Völker. Insbesondere die Burgunden stießen aus dem heutigen Schweizer Mittelland nach Westen vor und gründeten das Reich der Burgunden, das sich Mitte des 5. Jahrhunderts über weite Teile des heutigen Südostfrankreichs erstreckte. Zu Beginn des 6. Jahrhunderts unterwarfen die Merowinger die Burgunden. Nach der Teilung des Fränkischen Reiches gehörte die Region Burgund zum Westfrankenreich, wo es für lange Zeit verblieb.
Im 11. bis 14. Jahrhundert wurde das Burgund durch die Kapetinger regiert und gewann einen großen kulturellen Einfluss. Um die Jahrtausendwende erfolgten große geistige Veränderungen in Europa. 910 wurde das Benediktinerkloster Cluny gegründet, 1098 erfolgte die Gründung des Klosters Cîteaux, aus dem sich der Zisterzienserorden entwickelte.
Die Côte Chalonnaise blieb inskünftig Teil des Herzogtum Burgund. Als Kernland des Herzogtums blieb die Geschichte eng mit diesem und den Städten Chalon-sur-Saône und Dijon verbunden.

## Verkehr

### Straße
Die Hauptverbindung durch die Landschaft der Côte Chalonnaise ist die Départementsstraße D981 in Nord-Süd-Richtung. Ursprünglich war diese Straße die Route nationale française RN481, die 1933 erstellt wurde als Verbindung von Chagny – Cluny. 1973 wurde sie zur D981 deklassiert. Von Norden verlässt sie Chagny Richtung Rully, verbindet dann die Gemeinden Fontaines – Mercurey – Mellecey – Givry – Saint-Désert – Rosey – Bissey-sous-Cruchaud – Buxy – Saint-Vallerin – Jully-lès-Buxy – Chenôves – Saules – Saint-Boil. Hier verläuft die Straße weiter südwärts und streift Saint-Gengoux-le-National, wo sie die Côte Chalonnaise verlässt und entlang der Dheune weiter nach Süden, bis Cluny verläuft.
In Mellecey kreuzt die D978 beim Kreisverkehr Rond-Point de la Côte Chalonnaise. Die D978 geht zurück auf die Route nationale 78, die Nevers mit Saint-Laurent-en-Grandvaux verband. Der Bau dieser Nationalstraße begann bereits 1824, 1973 wurde sie zur D978 deklassiert. In der Côte Chalonnaise verläuft das Teilstück von Charrecey nach Mercurey bis zur Kreuzung mit der D981.
Weiter südlich kreuzt die D977 im Zentrum von Buxy. Diese Straße war ursprünglich die Route nationale RN477 und verband Montceau-les-Mines mit Saint-Germain-du-Bois. Ihr Bau begann 1933, die Deklassierung zur D977 erfolgte 1972. In der Côte Chalonnaise verläuft die Straße von Montagny-lès-Buxy nach Buxy, wo sie die D981 kreuzt.
Diese zweite West-Ost-Verbindung hat heute an Bedeutung verloren, da inzwischen die Route nationale N80 ergänzt wurde. Die N80 verbindet Montchanin mit Saint-Rémy und verläuft mit dem Teilstück von Moroges nach Saint-Désert durch die Côte Chalonnaise. Diese Straße ist Teil des großen West-Ost-Verkehrsnetzes Route Centre-Europe-Atlantique.
Das übrige Verkehrsnetz besteht aus Départementsstraßen und Gemeindestraßen von lediglich lokaler Bedeutung. Manche Straße, vor allem in Nord-Süd-Richtung, dient vor allem dem Zugang zu den Rebbauflächen, vielfach sind diese nur einspurig ausgebaut oder gar nicht befestigt.
Durch Mobigo, ein regionales Busunternehmen, werden folgende Gemeinden in der Côte Chalonnaise bedient: Givry (2 Haltestellen), Saint-Désert, Rosey, Bissey-sous-Cruchaud, Buxy (3 Haltestellen), Jully-lès-Buxy, Saint-Vallerin, Chenôves, Saint-Boil (2 Haltestellen) und Saint-Gengoux-le-National. Da die Busbetriebe in Frankreich schwerpunktmäßig die Schulbusse betreiben, können sich im Fahrplan große Unterschiede zwischen Schul- und Ferienzeiten ergeben.

### Schiene
Der Bahnhof von Chagny ist ein kleiner Knotenpunkt. Von hier aus fahren Züge Richtung Süden, nach Chalon-sur-Saône (werktags je ~41 Verbindungen), Mâcon (werktags je ~21 Verbindungen) und Lyon (werktags je ~19 Verbindungen). Einige Züge bedienen Rully und Fontaines als Zwischenstationen.
Dazu bestehen Verbindungen entlang dem Tal der Dheune nach Montchanin (werktags je 11 Verbindungen) mit Zwischenstationen in Cheilly-lès-Maranges und zudem nach Norden, nach Dijon (werktags ~34 Verbindungen).
Außer in Chagny, Rully und Fontaines befinden sich keine Bahnstationen in der Landschaft Côte Chalonnaise. Chagny wird zudem nicht durch TGV bedient, lediglich durch TER ab Lyon Part Dieu oder Dijon Ville.

### Wasser
An Wasserstraßen befindet sich in der Landschaft Côte Chalonnaise lediglich der Canal du Centre. Der Kanal ist heute für den Warentransport bedeutungslos, er hat lediglich noch einen Stellenwert für Freizeitvergnügen, Ausflugsschifffahrt und im Zusammenhang mit Velo-Tourismus.

### Luft
In der Côte chalonnaise befindet sich lediglich ein Flugplatz in Saint-Gilles. Über Umfang und Möglichkeiten des Flugverkehrs ist jedoch nichts bekannt.

## Siedlungen in der Côte Chalonnaise
Die gesamte Landschaft umfasst 52 Gemeinden und erhebt sich im westlichen Anschluss an das Vallée de la Saône, liegt also durchschnittlich von knapp 200 bis 542 Meter über Meer, wobei sich die höchsten Erhebungen im Couchois befinden. Den höchsten Punkt bildet die Flanke des Mont Rome (546 M.ü.M.) bei Saint-Sernin-du-Plain, gefolgt vom Mont Rème (514 M.ü.M.) bei Change. Die Côte Chalonnaise umfasst um die 250 km2 mit knapp 10.000 Einwohnern. Der Landschaft Côte Chalonnaise werden folgende Gemeinden zugerechnet:
| Gemeinde                   | INSEE-Code | Arrondissement   | Ein-wohner | Stand (Jahr) | Fläche km² | Höhe min. | Höhe max. | Besonderheit                                                           |
| -------------------------- | ---------- | ---------------- | ---------- | ------------ | ---------- | --------- | --------- | ---------------------------------------------------------------------- |
| Aluze                      | 71005      | Chalon-sur-Saône | 244        | (2022)       | 6,01       | 260       | 405       | wird teilweise dem Bassin Minier zugeordnet                            |
| Barizey                    | 71019      | Chalon-sur-Saône | 139        | (2022)       | 5,58       | 234       | 465       | wird teilweise dem Bassin Minier und dem Clunisois zugeordnet          |
| Bissey-sous-Cruchaud       | 71034      | Chalon-sur-Saône | 333        | (2022)       | 11,22      | 191       | 472       | wird teilweise dem Bassin Minier und dem Vallée de la Saône zugeordnet |
| Bonnay-Saint-Ythaire       | 71042      | Mâcon            | 443        | (2022)       | 21,29      | 197       | 411       | wird teilweise dem Clunisois zugeordnet                                |
| Bouzeron                   | 71051      | Chalon-sur-Saône | 134        | (2022)       | 3,70       | 221       | 405       |                                                                        |
| Burnand                    | 71067      | Chalon-sur-Saône | 122        | (2022)       | 6,52       | 219       | 403       | wird teilweise dem Clunisois zugeordnet                                |
| Buxy                       | 71070      | Chalon-sur-Saône | 2.155      | (2022)       | 11,92      | 186       | 428       | wird teilweise dem Clunisois und dem Vallée de la Saône zugeordnet     |
| Chagny                     | 71073      | Chalon-sur-Saône | 5.402      | (2022)       | 18,90      | 201       | 315       | wird teilweise dem Vallée de la Saône zugeordnet                       |
| Chamilly                   | 71078      | Chalon-sur-Saône | 147        | (2022)       | 4,70       | 304       | 451       | wird teilweise dem Bassin Minier zugeordnet                            |
| Change                     | 71085      | Chalon-sur-Saône | 218        | (2022)       | 6,56       | 274       | 513       |                                                                        |
| Charrecey                  | 71107      | Chalon-sur-Saône | 330        | (2022)       | 5,48       | 290       | 455       | wird teilweise dem Bassin Minier zugeordnet                            |
| Chassey-le-Camp            | 71109      | Chalon-sur-Saône | 365        | (2022)       | 8,62       | 216       | 432       | wird teilweise dem Bassin Minier zugeordnet                            |
| Cheilly-lès-Maranges       | 71122      | Chalon-sur-Saône | 538        | (2022)       | 7,00       | 216       | 400       |                                                                        |
| Chenôves                   | 71124      | Chalon-sur-Saône | 208        | (2022)       | 10,54      | 194       | 439       | wird teilweise dem Vallée de la Saône zugeordnet                       |
| Couches                    | 71149      | Autun            | 1.211      | (2022)       | 19,52      | 231       | 466       | wird teilweise dem Autunois und dem Bassin Minier zugeordnet           |
| Créot                      | 71151      | Autun            | 80         | (2022)       | 2,17       | 282       | 500       |                                                                        |
| Culles-les-Roches          | 71159      | Chalon-sur-Saône | 200        | (2022)       | 8,90       | 236       | 446       | wird teilweise dem Clunisois zugeordnet                                |
| Curtil-sous-Burnand        | 71164      | Chalon-sur-Saône | 139        | (2022)       | 8,34       | 209       | 402       | wird teilweise dem Clunisois zugeordnet                                |
| Dennevy                    | 71171      | Chalon-sur-Saône | 299        | (2022)       | 4,62       | 223       | 337       | wird teilweise dem Bassin Minier zugeordnet                            |
| Dezize-lès-Maranges        | 71174      | Chalon-sur-Saône | 164        | (2022)       | 5,10       | 270       | 520       |                                                                        |
| Dracy-lès-Couches          | 71183      | Autun            | 152        | (2022)       | 8,27       | 295       | 448       | wird teilweise dem Autunois zugeordnet                                 |
| Épertully                  | 71188      | Autun            | 64         | (2022)       | 3,36       | 345       | 476       | wird teilweise dem Autunois zugeordnet                                 |
| Fley                       | 71201      | Chalon-sur-Saône | 192        | (2022)       | 8,52       | 269       | 460       | wird teilweise dem Clunisois zugeordnet                                |
| Fontaines                  | 71202      | Chalon-sur-Saône | 1.845      | (2022)       | 24,73      | 183       | 315       | wird teilweise dem Vallée de la Saône zugeordnet                       |
| Givry                      | 71221      | Chalon-sur-Saône | 3.623      | (2022)       | 26,03      | 181       | 447       | wird teilweise dem Vallée de la Saône zugeordnet                       |
| Jambles                    | 71241      | Chalon-sur-Saône | 475        | (2022)       | 8,25       | 234       | 495       | wird teilweise dem Bassin Minier und dem Clunisois zugeordnet          |
| Jully-lès-Buxy             | 71247      | Chalon-sur-Saône | 351        | (2022)       | 16,63      | 192       | 310       | wird teilweise dem Vallée de la Saône zugeordnet                       |
| Mellecey                   | 71292      | Chalon-sur-Saône | 1.311      | (2022)       | 14,23      | 189       | 371       | wird teilweise dem Vallée de la Saône zugeordnet                       |
| Mercurey                   | 71294      | Chalon-sur-Saône | 1.217      | (2022)       | 15,44      | 206       | 391       | wird teilweise dem Vallée de la Saône zugeordnet                       |
| Montagny-lès-Buxy          | 71302      | Chalon-sur-Saône | 203        | (2022)       | 5,27       | 245       | 416       | wird teilweise dem Clunisois zugeordnet                                |
| Moroges                    | 71324      | Chalon-sur-Saône | 595        | (2022)       | 8,72       | 239       | 467       | wird teilweise dem Clunisois zugeordnet                                |
| Paris-l’Hôpital            | 71343      | Chalon-sur-Saône | 287        | (2022)       | 2,74       | 245       | 398       |                                                                        |
| Remigny                    | 71369      | Chalon-sur-Saône | 411        | (2022)       | 2,45       | 208       | 340       | wird teilweise dem Vallée de la Saône zugeordnet                       |
| Rosey                      | 71374      | Chalon-sur-Saône | 160        | (2022)       | 4,24       | 193       | 335       | wird teilweise dem Vallée de la Saône zugeordnet                       |
| Rully                      | 71378      | Chalon-sur-Saône | 1.581      | (2022)       | 15,61      | 194       | 407       | wird teilweise dem Vallée de la Saône zugeordnet                       |
| Saint-Boil                 | 71392      | Chalon-sur-Saône | 492        | (2022)       | 11,66      | 193       | 366       | wird teilweise dem Vallée de la Saône zugeordnet                       |
| Saint-Denis-de-Vaux        | 71403      | Chalon-sur-Saône | 275        | (2022)       | 3,71       | 230       | 431       |                                                                        |
| Saint-Désert               | 71404      | Chalon-sur-Saône | 898        | (2022)       | 4,99       | 212       | 400       | wird teilweise dem Vallée de la Saône zugeordnet                       |
| Saint-Gengoux-le-National  | 71417      | Chalon-sur-Saône | 1.047      | (2022)       | 9,36       | 193       | 390       | wird teilweise dem Vallée de la Saône zugeordnet                       |
| Saint-Gervais-sur-Couches  | 71424      | Autun            | 209        | (2022)       | 20,47      | 367       | 510       | wird teilweise dem Autunois zugeordnet                                 |
| Saint-Gilles               | 71425      | Chalon-sur-Saône | 281        | (2022)       | 3,64       | 220       | 410       | wird teilweise dem Bassin Minier zugeordnet                            |
| Saint-Jean-de-Trézy        | 71431      | Autun            | 377        | (2022)       | 11,10      | 233       | 390       | wird teilweise dem Bassin Minier zugeordnet                            |
| Saint-Jean-de-Vaux         | 71430      | Chalon-sur-Saône | 389        | (2022)       | 2,26       | 221       | 325       |                                                                        |
| Saint-Mard-de-Vaux         | 71447      | Chalon-sur-Saône | 267        | (2022)       | 6,63       | 249       | 502       | wird teilweise dem Bassin Minier zugeordnet                            |
| Saint-Martin-sous-Montaigu | 71459      | Chalon-sur-Saône | 328        | (2022)       | 3,65       | 214       | 397       |                                                                        |
| Saint-Maurice-des-Champs   | 71461      | Chalon-sur-Saône | 65         | (2022)       | 5,83       | 275       | 408       | wird teilweise dem Clunisois zugeordnet                                |
| Saint-Maurice-lès-Couches  | 71464      | Autun            | 177        | (2022)       | 4,69       | 236       | 385       |                                                                        |
| Saint-Sernin-du-Plain      | 71480      | Chalon-sur-Saône | 604        | (2022)       | 14,45      | 230       | 542       | wird teilweise dem Bassin Minier zugeordnet                            |
| Saint-Vallerin             | 71485      | Chalon-sur-Saône | 252        | (2022)       | 6,73       | 219       | 415       | wird teilweise dem Clunisois und dem Vallée de la Saônezugeordnet      |
| Sampigny-lès-Maranges      | 71496      | Chalon-sur-Saône | 134        | (2022)       | 2,70       | 229       | 390       |                                                                        |
| Saules                     | 71503      | Chalon-sur-Saône | 124        | (2022)       | 2,06       | 218       | 435       | wird teilweise dem Vallée de la Saône zugeordnet                       |
| Savigny-sur-Grosne         | 71507      | Chalon-sur-Saône | 170        | (2022)       | 6,52       | 194       | 335       | wird teilweise dem Clunisois und dem Vallée de la Saônezugeordnet      |